# Hoeocryptus properus
Hoeocryptus properus är en stekelart som först beskrevs av Tosquinet 1896.  Hoeocryptus properus ingår i släktet Hoeocryptus och familjen brokparasitsteklar. Inga underarter finns listade i Catalogue of Life.